# Aloe suarezensis
Aloe suarezensis ist eine Pflanzenart der Gattung der Aloen in der Unterfamilie der Affodillgewächse (Asphodeloideae). Das Artepitheton suarezensis verweist auf das Vorkommen der Art im Gebiet von Diego Suarez auf Madagaskar.

## Beschreibung

### Vegetative Merkmale
Aloe suarezensis wächst stammlos oder stammbildend und ist einfach. Die aufrechten Triebe erreichen eine Länge von bis zu 30 Zentimeter und sind mit ausdauernden toten Blättern bedeckt. Die 20 bis 24 lanzettlich verschmälerten Laubblätter bilden eine dichte Rosette. Die trübgrüne, rötlich überhauchte Blattspreite ist 50 bis 60 Zentimeter lang und 9 bis 10 Zentimeter breit. An ihrer gerundeten Spitze befinden sich zwei bis drei kurze Zähne. Die schmutzig weißen bis hell rosarötlichen Zähne am Blattrand sind etwa 2 Millimeter lang und stehen 10 Millimeter voneinander entfernt. Der Blattsaft trocknet hellgelb.

### Blütenstände und Blüten
Der Blütenstand weist vier bis zwölf Zweige auf und erreicht eine Länge von 60 bis 80 Zentimeter. Die unteren Zweige sind gelegentlich nochmals verzweigt. Die dichten, zylindrischen Trauben sind 10 bis 15 Zentimeter lang und 6 Zentimeter breit. Die eiförmig verschmälerten, schmutzig weißen Brakteen weisen eine Länge von 10 bis 12 Millimeter auf und sind 4 bis 6 Millimeter breit. Die fein flaumhaarigen, trüb bis hell scharlachroten Blüten sind an ihrer Mündung heller und stehen an 10 bis 12 Millimeter langen Blütenstielen. Sie sind 28 Millimeter lang und an ihrer Basis gerundet sowie sehr kurz verschmälert. Auf Höhe des Fruchtknotens weisen die Blüten einen Durchmesser von 7 Millimeter auf. Darüber sind sie auf 5,5 Millimeter verengt und schließlich zur Mündung erweitert. Ihre äußeren Perigonblätter sind nicht miteinander verwachsen. Die Staubblätter und der Griffel ragen 2 bis 3 Millimeter aus der Blüte heraus.

## Systematik und Verbreitung
Aloe suarezensis ist auf Madagaskar auf nackten Granitfelsen in Meeresnähe in Höhen von etwa 50 bis 100 Metern verbreitet.
Die Erstbeschreibung durch Henri Perrier de La Bâthie wurde 1926 veröffentlicht.

## Nachweise